# Anomoia
Anomoia este un gen de muște din familia Tephritidae.

## Specii[1]
- Anomoia alboscutellata
- Anomoia amamioshimaensis
- Anomoia apicalis
- Anomoia approximata
- Anomoia asiatica
- Anomoia belliata
- Anomoia bivittata
- Anomoia brunneifemur
- Anomoia connexa
- Anomoia distincta
- Anomoia electa
- Anomoia emeia
- Anomoia expressa
- Anomoia flavifemur
- Anomoia formosana
- Anomoia immsi
- Anomoia klossi
- Anomoia leucochila
- Anomoia malaisei
- Anomoia melanobasis
- Anomoia melanopoda
- Anomoia melanopsis
- Anomoia mirabilis
- Anomoia modica
- Anomoia nigrithorax
- Anomoia okinawaensis
- Anomoia proba
- Anomoia purmunda
- Anomoia pusilla
- Anomoia quadrivittata
- Anomoia solennis
- Anomoia steyskali
- Anomoia tranquilla
- Anomoia vana
- Anomoia vulgaris
- Anomoia yunnana
- Anomoia zoseana